# John LeCompt

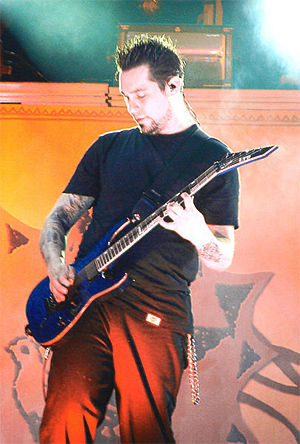
John LeCompt

John Lecompt (Little Rock (Arkansas), 10 maart 1973) is een Amerikaans metal-gitarist.
John Lecompt richtte het heavy-metalbandje Mindrage op. Na Mindrage zong John in Kill System en werkte aan een aantal nummers mee van Soul Embraced. Hierna is hij naar Evanescence gekomen. Als hobby maakte hij zo nu en dan muziek met zijn jongere broertje Jimmy, die tegenwoordig ook in een metalband speelt.
John Lecompt woont in Hot Springs en is getrouwd. Zijn vrouw heet Shelly en ze hebben 1 dochter.
- International Standard Name Identifier: 0000 0000 5591 939X
- MusicBrainz: fa5f1642-48ad-4337-9bcf-21a1c47af406
- Nationale Bibliotheek van Tsjechië: kv2008437631
- Virtual International Authority File: 84509600